# Gütersloh
Gütersloh – miasto powiatowe w zachodniej części Niemiec, w kraju związkowym Nadrenia Północna-Westfalia, w rejencji Detmold, siedziba powiatu Gütersloh. Leży na południowy zachód od miasta Bielefeld. Prawa miejskie otrzymało w 1825 roku.
W 2022 roku miejscowość liczyła 102 393 mieszkańców. Dla porównania, w 2012 było ich 94 973, a w 1970 około 75 900.

## Gospodarka
W mieście rozwinął się przemysł włókienniczy, maszynowy, elektrotechniczny, spożywczy, poligraficzny oraz metalowy. Znajduje się tu węzeł kolejowy (stacja Gütersloh Hauptbahnhof).
W Gütersloh siedzibę ma międzynarodowy koncern mediowy Bertelsmann oraz producent sprzętu AGD, firma Miele.

## Sport
- FC Gütersloh – klub piłkarski
- FSV 2009 Gütersloh – kobiecy klub piłkarski

## Miasta partnerskie
- Broxtowe, Châteauroux, Falun, Grudziądz, Rżew